# Marlène Charell
Marlène Charell, de son vrai nom Angela Miebs, née le 27 juillet 1944 à Winsen (Luhe), est une danseuse, chanteuse et meneuse de revue allemande.

## Biographie
De 1962 à 1968 elle fut engagée aux Folies Bergère à Paris après une audition avec le directeur de l'époque, Michel Gyarmathy. Ils choisissent ensemble son pseudonyme, Marlene Charell, basé sur Marlene Dietrich et Erik Charell. En 1966, elle travaille aux Dunes à Las Vegas dans le show Casino de Paris. La même année, elle apparaît dans le film Galia de Georges Lautner. De 1968 à 1970 elle est la vedette du Lido à Paris. Elle devient ensuite une vedette à la télévision allemande.
Elle présente en 1983 l'Eurovision de la chanson à Munich devant 700 millions de spectateurs dans le monde entier.
Depuis 2000, elle est très impliquée dans des causes de bienfaisance comme SOS Villages d'Enfants. Elle est également patronne du Club Columbus de l'opérateur de croisière Transocean Tours.
Marlène Charell est mariée avec Roger Pappini depuis décembre 1971. Ils ont une fille, née en 1973 (Angelina), et une petite-fille (Antonella).